# Nephodia curtistriga
Nephodia curtistriga là một loài bướm đêm trong họ Geometridae.